# Estação Petim
A Estação Ferroviária de Petim ou simplesmente Estação Petim é uma das estações operadas pela FCA que atualmente realiza o transporte de carga. Ela se encontra situada no distrito de Petim, zona rural do município de Castro Alves.

## História
A estação foi aberta com o nome de Sapé em 23 de dezembro de 1881 pela Brazilian Imperial Central Bahia Railway Company Limited para ser uma das estações que formavam a Estrada de Ferro Central da Bahia. Entre 1935 e 1939, ela passou a ser operada pela estatal Viação Férrea Federal Leste Brasileiro.
No final da década de 1940, ela passa a ser denominada de Estação Petim, sendo que na década de 1950, a referida estação desempenhava um papel importante nas telecomunicações entre a capital e o interior baiano, ao receber, com regularidade, telegramas para toda a rede de telégrafos nacional.
Além dos trens cargueiros, a Estação Petim atendia ao transporte ferroviário de passageiros até fevereiro de 1977, quando este uso foi desativado, de modo que esta estação passou a ter função meramente no transporte de cargas.
Em 1994, a estação ferroviária situada na localidade de Petim passou por obras de recuperação.
Desde 1996, com a privatização da Rede Ferroviária Federal (RFFSA), a sua malha ferroviária passou a ser administrada pela concessionária Ferrovia Centro-Atlântica S.A., empresa que em 2011 veio a ser adquirida pela VLI Multimodal S.A., sendo a esta empresa a entidade atualmente responsável pela estação e pela malha ferroviária que está conectada com ela.
Em meados de 2021, a Bahia Mineração S.A. (BAMIN), empresa extrativista de mineração que é controlada pela Eurasian Resources Group, multinacional do Cazaquistão, anunciou que usaria a linha sul da malha ferroviária administrada pela FCA para transportar o minério de ferro extraído de minas situadas em Caetité que seria transportado por via rodoviária até a estação de Licínio de Almeida, de onde seguiria por trem até a estação de Petim, de onde seguiria por transporte rodoviário até o porto de enseada, situado no município de Maragogipe.

## Linhas e ramais
A Estação de Petim é uma das estações que forma a Linha Sul, linha que conectava Mapele (Simões Filho, Bahia) até Monte Azul (Minas Gerais).